# Massa Lombarda
Massa Lombarda (romanyol nyelven La Mása Lumbèrda vagy La Màcia Lumbèrda) település Olaszországban, Emilia-Romagna régióban, Ravenna megyében. Lakosainak száma 10 604 fő (2023. január 1.). Massa Lombarda Conselice, Lugo, Sant’Agata sul Santerno, Mordano és Imola községekkel határos.

## Népesség
A település lakossága az elmúlt években az alábbi módon változott:
| Lakosok száma | 10 578 | 10 646 | 10 604 |
|               | 2017   | 2018   | 2023   |